# Partido Comunista Búlgaro
O Partido Comunista Búlgaro (PCB) (bg. Българска комунистическа партия (БКП), Bălgarsca comunisticesca partia (BCP)) era um partido comunista e Marxista-Leninista governante da República Popular da Bulgária de 1946 a 1990, quando o estado deixou de ser um estado comunista.